# Azerbajdžanska Premier liga
Azerbajdžanska Premier liga (azerbajdžanski: Azərbaycan Premyer Liqası) uključuje 12 klubova iz Republike Azerbajdžan. Od 1936. do 1991. godine natjecanje se održano kao regionalni turnir u SSSR-u. Nakon neovisnosti Nogometni savez Azerbajdžana je 1992. godine pokrenuo novu ligu. Tijekom godina, liga je evoluirala u malu ligu koja se sastoji od samo osam momčadi, ali je kasnije proširena na dvanaest momčadi.
Filip Ozobić bio je najbolji strijelac lige u sezoni 2016.–'17.

## Klubovi sezone 2025./'26.
- Qarabağ
- Turan-Tovuz
- Neftçi Baku
- Qəbələ
- Sabah
- Sumqayıt
- Zirə
- Kəpəz
- Araz-Naxçıvan
- İmişli
- Karvan
- Shamahi FK

## Pobjednici
| Godina    | Pobjednik                               | Drugoplasirani                          |
| 1992.     | Neftçi Baku                             | Xəzər Sumqayıt                          |
| 1993.     | Qarabağ                                 | Xəzər Sumqayıt                          |
| 1993./94. | Turan Tovuz                             | Qarabağ                                 |
| 1994./95. | Kəpəz                                   | Turan Tovuz                             |
| 1995./96. | Neftçi Baku                             | Xəzri Buzovna                           |
| 1996./97. | Neftçi Baku                             | Qarabağ                                 |
| 1997./98. | Kəpəz                                   | Bakı                                    |
| 1998./99. | Kəpəz                                   | Şəmkir                                  |
| 1999./00. | Şəmkir                                  | Kəpəz                                   |
| 2000./01  | Şəmkir                                  | Neftçi Baku                             |
| 2001./02  | Liga je bila otkazana (nema pobjednika) | Liga je bila otkazana (nema pobjednika) |
| 2002./03. | Liga je bila otkazana (nema pobjednika) | Liga je bila otkazana (nema pobjednika) |
| 2003./04. | Neftçi Baku                             | Şəmkir                                  |
| 2004./05. | Neftçi Baku                             | Xəzər Lənkəran                          |
| 2005./06. | Bakı                                    | Karvan                                  |
| 2006./07. | Xəzər Lənkəran                          | Neftçi Baku                             |
| 2007./08. | Inter Baku                              | Olimpik                                 |
| 2008./09. | Bakı                                    | Inter Baku                              |
| 2009./10. | Inter Baku                              | Bakı                                    |
| 2010./11. | Neftçi Baku                             | Xəzər Lənkəran                          |
| 2011./12. | Neftçi Baku                             | Xəzər Lənkəran                          |
| 2012./13. | Neftçi Baku                             | Qarabağ                                 |
| 2013./14. | Qarabağ                                 | Inter Baku                              |
| 2014./15. | Qarabağ                                 | Inter Baku                              |
| 2015./16. | Qarabağ                                 | Zirə                                    |
| 2016./17. | Qarabağ                                 | Qəbələ                                  |
| 2017./18. | Qarabağ                                 | Qəbələ                                  |
| 2018./19. | Qarabağ                                 | Neftçi Baku                             |
| 2019./20. | Qarabağ                                 | Neftçi Baku                             |
| 2020./21. | Neftçi Baku                             | Qarabağ                                 |
| 2021./22. | Qarabağ                                 | Neftçi Baku                             |
| 2022./23. | Qarabağ                                 | Sabah                                   |
| 2023./24. | Qarabağ                                 | Zirə                                    |
| 2024./25. | Qarabağ                                 | Zirə                                    |

## Vanjske poveznice
- Azerbajdžanska Premier liga - Službena stranica
- UEFA.com: Tablica
- RSSSF: Azerbajdžanska Premier liga